# Jay Lassiter
Jay Lassiter (ur. 28 maja 1968 w Linzu) – austriacki aktor filmów pornograficznych. Występował pod pseudonimami: Horst Kalinke, Joe Melly, Jò Magli, Jhonny Montana, Jonny Montana, Johnny Montana, Horst Bosch, Horst Kallinke, Theo White, Horst Kallinka, J. Lassiter, Kallinger Horst, Horst Kallinger, Johnny La Motta, Johnny Lomotta, Joe Kalinka, Sonny i Michael Da.

## Życiorys
Urodził się w Austrii. W 1992, w wieku 24 lat debiutował w produkcjach porno Canai: Teenies Extrem 84, Teenies Extrem 85 i Teenies Extrem 86.
W 2007 zdobył nominację do AVN Award w kategorii „Najlepsza scena seksu grupowego – wideo” w filmie Mayhem XXX Clusterfuck 5 (2006) w reżyserii Skeetera Kerkove wraz z takimi wykonawcami jak: Dirty Harry, Steve James, Jenner, Tory Lane, Scott Lyons, Rick Masters, Chris Mountain, Herschel Savage i Trevor Thompson.
W 2008 otrzymał AVN Award w kategorii „Najlepsza scena seksu oralnego – wideo” w produkcji Digital Playground Babysitters (2007) w reż. Robbyy’ego D. z takimi wykonawcami jak: Sasha Grey, Jerry, Charles Dera i Sascha.
W 2010 był nominowany do AVN Award w kategorii „Najlepsza scena seksu podwójnej penetracji” w filmie Hustler Video Everybody Loves Lucy (2009) w reż. Jeromego Tannera z Audrey Hollander i Johnem Strongiem.
Brał też udział w filmach: Selen nell'isola del tesoro (1998), Porządek czy nierządek (La portiera, 1999) z Nikki Anderson, Rocco: Animal Trainer (1999), parodii porno Der Boss (1999)/00Sex im Auge des Orkans (1999), Jekyll & Hyde (2000) czy CSI: Kryminalne zagadki Miami – Sex Line Sinema CSI: Miami: A XXX Parody (2010).
W 2011 zdobył nominację do Urban X Award w kategorii „Najlepsza scena seksu analnego” w produkcji Exotica 3000 Cougar on the Prowl 1 (2010) w reż. Boba Shermana z Anjanette Astorią.
W 2008 związał się z amerykańską aktorką porno Britney Stevens, z którą spotkał się na planie filmu Storm Squirters 4.